# Nikolaï Legky
Nikolaï  ou Nikolay Legky est un joueur d'échecs soviétique puis ukrainien (de 1992 à 2010), puis français né le 11 avril 1955 à Odessa. Il est affilié à la fédération française des échecs depuis 2010
Au 1er mars 2021, à 65 ans, Legky est le 76e joueur français avec un classement Elo de 2 402 points.

## Biographie et carrière
Legky obtint le titre de maître international en 1989.
Il partagea la première place au tournoi du Tessin avec  Joseph Gallagher et Miron Sher en 1994. Il reçut le titre de grand maître international la même année et fut classé 199e joueur mondial en juillet 1996.
Il remporta les tournois de Budapest en 1996, Besançon en 1998, Guelph en 2002, Élancourt en 2003, Montigny-le-Bretonneux en 2006, Paris 2010, Le Mans en 2011, le grand prix de Monthey en 2019.